# Edina Gallovitsová-Hallová
Edina Gallovitsová-Hallová, rozená Gallovitsová (* 10. prosince 1984 v Temešváru, Rumunsko) je rumunská profesionální tenistka s maďarskými kořeny z otcovy strany. Na okruhu WTA hraje od roku 1999. K únoru 2011 na něm vyhrála dvě události ve čtyřhře, v rámci série ITF zvítězila na sedmnácti turnajích ve dvouhře a devíti ve čtyřhře. Na singlovém žebříčku WTA byla nejvýše klasifikována na 54. místě (24. dubna 2008).
V juniorské kategorii dosáhla nejvýše na 7. místo světového žebříčku, zahrála si také finále porestižního Orange Bowl, v němž podlehla Věře Zvonarevové.
V listopadu 2010 se provdala za svého amerického trenéra a manažera Bryce Halla.

## Finálové účasti na turnajích WTA (4)

### Dvouhra - prohry (1)
| Legenda               |
| Kategorie Tier IV (1) |

| Č. | Datum           | Turnaj               | Povrch | Soupeřka ve finále     | Výsledek |
| 1. | 16. červen 2007 | Barcelona, Španělsko | antuka | Meghann Shaughnessyová | 6-3, 6-2 |

### Čtyřhra - výhry (2)
| Legenda                     |
| Kategorie International (2) |

| Č. | Datum         | Turnaj           | Povrch | Partnerka      | Soupeřky ve finále                  | Výsledek    |
| 1. | 21. únor 2010 | Bogotá, Kolumbie | antuka | Gisela Dulková | Olga Savčuková Anastasia Jakimovová | 6-2, 7-6(6) |
| 2. | 19. září 2010 | Kanton, Čína     | tvrdý  | Sania Mirzaová | Han Xinyun Liu Wan-ting             | 7–5, 6–3    |

### Čtyřhra - prohry (1)
| Legenda              |
| Kategorie Tier I (1) |

| Č. | Datum          | Turnaj          | Povrch | Partnerka        | Vítězky                              | Výsledek |
| 1. | 20. duben 2008 | Charleston, USA | antuka | Olga Govorcovová | Katarina Srebotniková Ai Sugijamaová | 6-2, 6-2 |

## Fed Cup
Edina Gallovitsová se zúčastnila 6 zápasů týmového Fed Cupu za tým Rumunska s bilancí 3-3 ve dvouhře a 1-5 ve čtyřhře.

## Postavení na žebříčku WTA na konci sezóny

### Dvouhra
| Rok    | 2000 | 2001   | 2002   | 2003   | 2004   | 2005   | 2006   | 2007  | 2008  | 2009  | 2010  |
| Pořadí | 568. | ▲ 291. | ▲ 204. | ▲ 187. | ▲ 186. | ▲ 129. | ▲ 111. | ▲ 87. | ▲ 84. | ▼ 93. | ▲ 75. |

### Čtyřhra
| Rok    | 2001 | 2002   | 2003   | 2004   | 2005   | 2006   | 2007   | 2008  | 2009  |
| Pořadí | 346. | ▲ 254. | ▲ 246. | ▲ 208. | ▼ 285. | ▲ 151. | ▼ 176. | ▲ 97. | ▼ 77. |